# Malu (okręg Giurgiu)
Malu – wieś w Rumunii, w okręgu Giurgiu, w gminie Malu. W 2011 roku liczyła 2376 mieszkańców.